# Rohrdammbrücke
Die Rohrdammbrücke ist ein im Zusammenhang mit dem Ausbau der Werkssiedlung der Firma Siemens im Berliner Bezirk Spandau errichtetes Verkehrsbauwerk zur Überquerung der Spree. Sie ist die einzige Straßenbrücke über die Spree auf Spandauer Gebiet. Die heutige Brücke entstand 1953 an Stelle des 1905 hier errichteten Rohrdammstegs, der auch Siemenssteig genannt wurde.

## Geschichte
Siemens & Halske und ihre Tochtergesellschaft Siemens-Schuckert ließen ab 1900 auf einem bis dahin unbebauten Areal Ende des 19. Jahrhunderts eine komplette Kleinstadt anlegen, die sowohl Werkanlagen als auch Wohngebäude für die Beschäftigten umfasste. Die zeitweilig aus mehreren Tausend Menschen bestehende Belegschaft rekrutierte sich auch aus den Berliner Innenstadtbezirken, von wo aus eine Bahnverbindung bis zum Ringbahnhof Jungfernheide bestand. Der Weg von dort zum Werk war allerdings noch etwa vier Kilometer lang, die die Siemensarbeiter nur zu Fuß, mit dem Fahrrad über den Nonnendamm oder mit Kähnen auf der Spree zurücklegen konnten.
Am 1. Juni 1905 wurde zur besseren Erschließung der Haltepunkt Fürstenbrunn an der Spree eröffnet. Der lag von dem Werksanlagen nur etwa einen Kilometer entfernt, allerdings auf der „falschen“, nämlich der Charlottenburger Spreeseite. Eine Brücke vom Bahnhof zum südlichen Ende des Rohrdamms auf der anderen Spreeseite wurde dringend erforderlich. Für dieses Bauvorhaben hätten die Zuständigen von vier Behörden (Stadtverwaltung Charlottenburg, Stadtverwaltung Spandau, Preußische Wasserbauverwaltung, Stadtverwaltung Berlin) ihre Genehmigung erteilen müssen. Von den üblichen Verzögerungen in der Abstimmung zwischen den Behörden abgesehen, hatte die Stadt Charlottenburg kein Interesse an einer Förderung des Produktionsstandorts Siemensstadt (bis 1914: Kolonie Nonnendamm), weil man Steuereinnahme-Verluste befürchtete. Die Unternehmensleitung ließ durch ihren „Chefplaner“ Karl Janisch eine schnell montierbare Spreequerung entwerfen. Nach diesen Plänen wurden die Brückenteile der Fachwerk-Stabbogenkonstruktion an Land vormontiert und in einer „Nacht-und-Nebel-Aktion“ am 22. Mai 1905 von Land aus und mit Hilfe eines Prahms auf die zuvor errichteten Widerlager eingeschoben. Die so fertiggestellte Fußgängerbrücke wurde geduldet oder doch kurz zuvor genehmigt – dazu gibt es zwei widersprüchliche Aussagen in den Quellen. Sie wurde zunächst Märkischer Steg  genannt (mitunter Spreebrücke), bevor der Name Siemenssteig  und ab den 1930er Jahren Rohrdammsteg  gegeben wurde. Siemens ließ anschließend noch die straßenmäßigen Unzulänglichkeiten auf eigene Kosten beseitigen.
Die neu errichtete Rohrdammbrücke war anfangs 64 m lang, 4,5 m breit und an den Seiten mit Stahlträger-Gittern gesichert. 1912–1913 wurde sie durch eine daneben aufgestellte baugleiche Konstruktion – wieder mit Siemens-Unterstützung – auf zwei Fahrbahnen und zwei Fußsteige auf insgesamt 15 m verbreitert. Es handelte sich um eine strompfeilerfreie eiserne Bogen-Fachwerkbrücke von enormer Bauhöhe.
Gegen Ende des Zweiten Weltkriegs wurden beide Teile der Rohrdammbrücke durch Sprengungen unpassierbar gemacht. Die danach errichtete hölzerne Behelfsbrücke erwies sich als nicht verkehrssicher und musste Anfang der 1950er Jahre abgebrochen werden. Eine moderne Spannbeton-Brücke wurde geplant und die Straßenführung geändert. Aus konstruktiven Gründen wählte man zwei Einzelbrücken, die um einige Meter längs versetzt sind und die Spree schräg überspannen, wodurch das gesamte Bauwerk 13 m länger als der Vorgängerbau ist. Die neue Rohrdammbrücke aus vorgespanntem Stahlbeton wurde erstmals in Berlin im Freivorbau ausgeführt, bei dem an Land Teile aus Beton angefertigt und nach Aushärten mit Spanngliedern an bereits vorhandene Teile angeschlossen werden. Die Pfeiler sind auf Senkkästen gegründet. 1954 wurde die neue Rohrdammbrücke dem Verkehr übergeben. Erhaltungsmaßnahmen und Sicherungsarbeiten an der Brücke erfolgten zuletzt von 1982 bis 1984.
Im Rahmen des Verkehrsprojekts Deutsche Einheit Nr. 17 war ein Ersatzneubau der Brücke geplant, um unter anderem die Passage zweilagiger Containerschiffe mit einer Durchfahrtshöhe von mehr als 5,25 m zu ermöglichen. Die Rohrdammbrücke erfüllt diese Anforderung nicht. Eine Anhebung schlossen Brückenbauexperten aufgrund der diffizilen Rahmentragwerkskonstruktion aus. Umweltverbände und Bündnis 90/Die Grünen kritisieren die Ausbaupläne. Die weitere Umsetzung des Projekts innerhalb von Berlin ist derzeit allerdings ausgesetzt. Am 10. Juni 2011 wurde das Planfeststellungsverfahren für diesen Abschnitt eingestellt, somit wird auch ein Ersatzneubau der Rohrdammbrücke nicht weiter verfolgt.